# آي غيس آي لايك إت لايك ذات
«آي غيس آي لايك إت لايك ذات» (بالإنجليزية: I Guess I like it like That)‏ أو «أعتقد أن الأمر يعجبني هكذا» هي أغنية ترويجية صدرت 1991 للفنانة الأسترالية كايلي مينوغ والمنتجين البريطانيين مايك ستوك وبيت واترمان على ألبوم مينوغ الرابع ليتس غيت تو إت. أدخلت الأغنية عينات حرة من «كيب أون بامبينغ إت أب» وأغنية سالت إن بيبا «آي لايك إت لايك ذات».
هذه الأغنية، مع أغنية «إف يو وير ويذ مي ناو»، تم إصدارها في أستراليا في أكتوبر 1991. إلا أن الأغنية الأخيرة صدرت بشكل منفردة على سي دي وكاسيت، في حين أن «آي غيس آي لايك إت لايك ذات»، أصدرت على الوجه الأول من اسطوانة 12 بوصة. بينما لا يوجد إصدار اسطوانة 12 بوصة لأغنية «إف يو وير ويذ مي ناو» في أستراليا.

## الخلفية
كانت مينوغ خلال هذا الوقت مفتونة بموسيقى النوادي. ورغم أن موسيقاها كانت تلعب دومًا في نوادي الرقص، إلا أن بعض النوادي لم تشغل أعمالها السابقة لأنها تتبع موسيقى البوب أكثر. سجلت مينوغ مجموعة أغاني تحت اسم مستعار هو "Angel K"، ومنها أغاني ترويجية مثل "Do You Dare" و "Closer"، ظهرت كلتا الأغنيتين لاحقًا على الوجه الثاني من أغنية «غيف مي جست آ ليتل مور تايم» و «فاينر فيلنغز»، على التوالي.

## استقبال النقاد
وصف ناثان وود من ماكس تي على Foxtel هذه الأغنية بأنها "مفاجئة"، ورأي أنها "إشارة إلى تغير صورة كايلي من أميرة البوب إلى فنانة ذات أذواق متنوعة، ومهدت الطريق لاستكشافها الشامل لعالم موسيقى الرقص". قال نيك ليفاين من ديجيتال سبايز أنه "أعجب حتى بعينّة انليميتد 2. ومع ذلك، انتقد كريس ترو من أول ميوزيك وصلة لوحة المفاتيح والتي تضع أساس الأغنية، ووصفها بأنها من "عثرات الألبوم الواضحة". أعطى نيك جريفيث من سيليكت مراجعة مختلطة على الأغنية، ووصفها بأنها "موسيقى نوادي مثير للإعجاب ولكنه صاخبة".

## وصلات خارجية
- كلمات الأغنية الكاملة على مترولايركس